# Kameralamt Blaubeuren
Das Kameralamt Blaubeuren war eine Einrichtung des Königreichs Württemberg, die im Amtsbezirk Besitz und Einkommen des Staates verwaltete. Es bestand von 1806 bis 1922 in Blaubeuren. Das Kameralamt wurde im Rahmen der Neuordnung der Staatsfinanzverwaltung im Königreich Württemberg geschaffen. 

## Geschichte
Durch Verfügung vom 11. Juni 1819 wurden die Orte Eggingen und Ermingen (Oberamt Blaubeuren) sowie Ehrenstein (Oberamt Ulm) vom Kameralamt Blaubeuren an das Kameralamt Ulm abgetreten. 
Laut Verfügung vom 2. Januar 1839 wurden die Orte Eggingen und Ermingen wieder vom Kameralamt Blaubeuren übernommen. 
Durch die Abtretung der Gemeinden Feldstetten, Laichingen und Sontheim an das Kameralamt Münsingen laut Verfügung des Finanzministeriums vom 24. Januar 1895 wurde die Gleichstellung des Oberamtsbezirks mit dem Kameralamtsbezirk Blaubeuren vollzogen.